# Unagi
Unagi (うなぎ, "de aal") is een Japanse dramafilm van Shohei Imamura uit 1997. De film won de Gouden Palm op het Festival van Cannes van dat jaar.

## Verhaal
De bediende Yamashita krijgt een anoniem briefje waarin hem wordt verteld dat zijn vrouw overspel pleegt. Hij gaat hierop naar hun appartement en brengt haar om met messteken; vervolgens gaat hij zichzelf aangeven bij de politie. Na acht jaar mag hij de gevangenis verlaten. Hij heeft tijdens zijn gevangenschap een paling gevangen, die zijn gesprekspartner en vriend is geworden.
Yamashita renoveert een verlaten kapsalon in een uithoek van de prefectuur Tokio en werkt voortaan als kapper. Wanneer hij in de uiterwaarden voedsel voor zijn paling gaat zoeken, vindt hij de jonge vrouw Keiko, die zich door verdrinking van het leven heeft proberen te beroven. Zij komt erbovenop en komt ook in het kapsalon werken, dat hierdoor meer cliënteel trekt. Keiko wordt verliefd op Yamashita, die echter enkel oog heeft voor zijn paling.

## Rolverdeling
| Acteur          | Personage        |
| --------------- | ---------------- |
| Koji Yakusho    | Takura Yamashita |
| Misa Shimizu    | Keiko Hattori    |
| Mitsuko Baisho  | Misako Nakajima  |
| Etsuko Ichihara | Fumie Hattori    |
| Akira Emoto     | Tamotsu Takasaki |
| Sho Aikawa      | Yuji Nozawa      |

## Ontvangst
De film ging in première op het Filmfestival van Cannes en won er de Gouden Palm, samen met De smaak van kersen (Abbas Kiarostami).
Unagi werd geen commercieel succes in de Japanse bioscoop, maar kon wel op waardering rekenen van de filmcritici. De film kreeg in totaal dertien nominaties voor de Japan Academy Prize, waarvan hij er drie won, waaronder die voor de beste regie.